# Prionodon hoffmannii
Prionodon hoffmannii là một loài rêu trong họ Prionodontaceae. Loài này được Müll. Hal. mô tả khoa học đầu tiên năm 1901.